# Kyrkås församling, Härnösands stift
Kyrkås församling var en församling i Härnösands stift. Församlingen låg i Östersunds kommun i Jämtlands län. Församlingen uppgick 2010 i Häggenås-Lit-Kyrkås församling.

## Administrativ historik
Församlingen bildades omkring 1400 genom utbrytning ur Lits församling. 
Församlingen var annexförsamling till 2010 i pastoratet Lit, Häggenås och Kyrkås, där även Föllinge församling ingick från omkring 1550 till 1746 och där Häggenäs församling utgick 1 maj 1922 för att 2002 åter ingå i Häggenås-Lit-Kyrkås pastorat.  Församlingen uppgick 2010 i Häggenås-Lit-Kyrkås församling.

## Kyrkor
- Kyrkås nya kyrka
- Kyrkås gamla kyrka